# Nogometna reprezentacija Srba iz Hrvatske
Nogometna reprezentacija Srba iz Hrvatske predstavlja srpsku nacionalnu manjinu u Hrvatskoj.

## Povijest
Početkom 2016. godine javila se ideja o formiranju nogometne selekcije koju bi činili nogometaši srpske nacionalne manjine u Hrvatskoj. Nakon toga je uslijedio poziv za nastup na Europeadi, europskom nogometnom prvenstvu nacionalnih manjina. Formiranje reprezentacije podržalo je Srpsko narodno vijeće, te je za izbornika odabran Zoran Čugalj iz Vukovara, bivši igrač FK Sartid Smederevo, a sadašnji podučavatelj za mlađi uzrast. Krajem veljače 2016. godine u Vojniću je organiziran turnir između srpskih klubova iz zapadne Hrvatske (NK Petrova gora Vojnić, NK PPG Rujevac, NK Gomirje), kako bi se izvršila selekcija igrača za reprezentaciju (ostatak igrača čine igrači iz klubova iz istočne Hrvatske).
Kao pripremna i prva službena utakmica organiziran je susret s Reprezentacijom Hrvata iz Vojvodine, sudionikom prethodne dvije Europeade. Utakmica je odigrana 12. lipnja u Vukovaru na stadionu NK Vuteks-Sloga Vukovar, gdje je iskusnija momčad Hrvata iz Vojvodine bila bolja i pobijedila s rezultatom 4:0.
Na Europeadi održanoj u Južnom Tirolu, u Italiji od 18. do 26. lipnja 2016. godine, reprezentacija Srba iz Hrvatske se nalazila u skupini F zajedno s Cimbrima iz Italije, Nijemcima iz Rusije i Nijemcima iz Mađarske. Selekcija Srba je ostvarila jednu pobjedu i dva neriješena rezultata, te kao drugoplasirana momčad s 5 osvojenih bodova nije izborila plasman u četvrtzavršnicu (6 prvoplasiranih i 2 najbolje drugoplasirane momčadi). U ukupnom poretku, reprezentacija Srba iz Hrvatske je zauzela 12. mjesto (od 24. momčadi), izgubivši u utakmici za 11. mjesto od Danaca iz Njemačke 3:2.

## Utakmice
| Datum            | Stadion                        | Natjecanje      | Protivnik           | Rezultat |
| ---------------- | ------------------------------ | --------------- | ------------------- | -------- |
| 12. lipnja 2016. | Vuteksov stadion, Vukovar      | prijateljska    | Hrvati u Vojvodini  | 0:4      |
| 19. lipnja 2016. | Falzes                         | Europeada 2016. | Cimbri iz Italije   | 8:0      |
| 20. lipnja 2016. | San Martino in Badia           | Europeada 2016. | Nijemci iz Rusije   | 0:0      |
| 21. lipnja 2016. | San Vigilio                    | Europeada 2016. | Nijemci iz Mađarske | 2:2      |
| 24. lipnja 2016. | Selva dei Molini               | Europeada 2016. | Danci iz Njemačke   | 2:3      |
| 29. srpnja 2017. | stadion Radonja, Vojnić        | prijateljska    | Romi iz Hrvatske    | 1:1      |
| 15. lipnja 2019. | Stadion OFK Tavankut, Tavankut | prijateljska    | Hrvati u Vojvodini  | 1:4      |

## Sastav (Europeada 2016)
| Ime igrača          | Pozicija      | Godište | Klub                    |
| ------------------- | ------------- | ------- | ----------------------- |
| Marko Vujčić        | obrambeni     | 1994.   | NK PPG Rujevac          |
| Miloš Mrkić         | vezni         | 1989.   | NK Petrova gora Vojnić  |
| Ljubomir Maderčić   |               | 1996.   | NK Petrova gora Vojnić  |
| Miloš Musulin       | obrambeni     | 1993.   | NK Petrova gora Vojnić  |
| Božidar Trbović     |               | 1994.   | NK Gomirje              |
| Mihail Stipanović   |               | 1996.   | NK Gomirje              |
| Milan Rakas         |               | 1990.   | NK PPG Rujevac          |
| Davor Majkić        |               | 1997.   | NK PPG Rujevac          |
| Danijel Lukić       | vezni         | 1999.   | NK Petrova gora Vojnić  |
| Radomir Palić       | obrambeni     | 1986.   | NK Sinđelić Trpinja     |
| Srđan Đukić         | vratar        | 1986.   | NK Vidor Srijemske Laze |
| Aleksandar Glamočak | obrambeni (c) | 1982.   | NK Borac Bobota         |
| Nikola Ilinčić      | vratar        | 1994.   | NK BSK Bijelo Brdo      |
| Nenad Erić          | napadač       | 1989.   | HNK Vukovar 1991        |
| Ognjen Knežević     | vezni         | 1993.   | NK Bobota Agrar         |
| Nemanja Dorić       | napadač       | 1992.   | NK BSK Bijelo Brdo      |
| Nikola Vida         | vezni         | 1991.   | NK Vuteks-Sloga Vukovar |
| Sanjin Đurašević    | vezni         | 1998.   | NK GOŠK Gotalovo        |
| Vukašin Ocić        | napadač       | 1999.   | NK Vuteks-Sloga Vukovar |
| Strahinja Božić     | vezni         | 1999.   | HNK Cibalia Vinkovci    |

Izbornik: Zoran Čugalj
Fizioterapeut: Nemanja Eremić